# پاول لوکی
پاول لوکی (به آلمانی: Paul Luckey) (زاده ۲۶ دسامبر ۱۸۸۴ در ووپرتال- درگذشته ۲۱ ژوئیه ۱۹۴۹ در بودنزه ) تاریخنگار و پژوهشگر تاریخ ریاضیات اهل آلمان بود. او بیشتر به خاطر پژوهش‌هایش دربارهٔ ریاضیدان ایرانی غیاث الدین جمشید کاشانی شناخته شده‌است.

## زندگی‌نامه
کریستیان پاول لوکی در ۲۶ دسامبر ۱۸۸۴ در البرفلد ووپرتال در آلمان زاده شد. در ماربورگ، برلین و مونیخ به تحصیل ریاضی و فلسفه پرداخت و در شهر زادگاهش، البرفلد، از سال ۱۹۱۲ تا ۱۹۲۴ به دبیری ریاضی در دبیرستانها پرداخت. دوران تدریسش را جنگ جهانی نخست قطع کرد و مجبور شد که از سال ۱۹۱۵ تا ۱۹۱۸ برای آلمان در جنگ‌های پرشماری در بلژیک بجنگد. در تابستان ۱۹۱۶ به شدت در جنگ زخمی شد و در ۱۹۲۴ به ماربورگ کوچید. در اینجا تا سال ۱۹۳۲، زمان بازنشستگی زود هنگامش، به کار تدریس دستور زبان در مدرسه مشغول بود. در فاصله سالهای ۱۹۲۴ تا ۱۹۲۸ همچنین در دانشگاه ماربورگ ریاضیات کاربردی تدریس کرد. پس از بازنشستگی زود هنگام در ۴۷ سالگی، لوکی آغاز به یادگیری زبان عربی در هایدلبرگ، برلین، بن و توبینگن کرد. او شاگرد انو لیتمان بود. در برخی از مقاله‌های لوکی اشاره‌هایی به نژاد آریایی ابوریحان بیرونی و برخی دیگر از ریاضیدانان قرون وسطی وجود دارد. البته ممکن است که او این جمله‌ها را برای آسان تر کردن چاپ نوشته‌هایش در دوره نازیها افزوده باشد. در دوران جنگ جهانی دوم، دوباره لوکی در ارتش آلمان خدمت کرد. به نظر میاید که او ارتش را در سال ۱۹۴۰ ترک کرد و در ۱۹۴۱ از رسالهٔ دکترایش که دربارهٔ رسالهٔ ابراهیم بن سنان درباره ادوات سایه بود در توبینگن دفاع کرد. لوکی در سال ۱۹۴۲ یا ۱۹۴۳ ازدواج و پس از آن به ویلای همسرش نقل مکان کرد. لوکی در ۲۱ ژوئیه ۱۹۴۹، با پرتاب کردن خودش در رودخانه بودنزه در ایمن اشتات به زندگی خود پایان داد.

## پژوهش‌ها
لوکی نخستین کسی در مغرب زمین است که آثار غیاث الدین جمشید کاشانی را شرح و تفسیر کرد و نشان داد که بسیاری از نتایج ریاضی ای که در مغرب زمین بدست آمده‌اند پیش از آن توسط کاشانی اثبات شده‌اند.

### حساب در نزد غیاث الدین جمشید کاشانی
لوکی کتابی با نام"حساب در نزد غیاث الدین جمشید کاشانی" نوشت و مقدمه و بخشهای بسیاری از کتاب مفتاح الحساب کاشانی را به آلمانی ترجمه، شرح و تفسیر کرد و این کتاب در سال ۱۹۵۱، پس از مرگ او به چاپ رسید. لوکی در مقدمه این کتاب درباره رساله وتر و جیب کاشانی و حل معادلات درجه سوم به وسیله او می‌گوید: " به حق می‌توان این روش (استخراج جذر و کعب و محاسبه ریشه تقریبی معادلات درجه سوم) را بدیعترین و جالبترین نوشته‌هایی دانست که در همه ریاضیات اسلامی وجود دارد. مخترع این روش تحسین‌آمیز یک ایرانی است که در نیمه نخست قرن پانزدهم در انجمن دانشورانی که نزد الغ بیگ گرد آمده بودند می‌زیسته و در آثارش خود را غیاث الدین جمشید فرزند مسعود فرزند محمود طبیب کاشانی نامیده است."
سپس می‌افزاید: "اگر رساله محیطیه او (کاشانی) به دست ریاضیدانان معاصر وی در مغرب زمین رسیده بود، از آن پس مردم خاور زمین از بعضی منازعات و تالیفات مبتذل درباره اندازه‌گیری دایره بی‌نیاز می‌شدند. اگر نظریه واضح و روش عملی وی در مورد شناساندن کسرهای اعشاری انتشار یافته بود یک قرن ونیم پس از وی ویت، استون و بورگی در اروپا مجبور نمی‌شدند که نیروی فکری و عملی خود را برای از نو یافتن آن کسرها به کار اندازند."
افزون بر این، لوکی در مقاله خود "استخراج ریشه nام و بسط دو جمله‌ای در ریاضیات اسلامی" بخش مهمی را به بررسی روش کاشانی در مفتاح الحساب برای بدست آوردن ریشه اعداد اختصاص می‌دهد.

### رساله محیطیه
لوکی همچنین کتاب رساله محیطیه کاشانی را به زبان آلمانی ترجمه و شرح کرد.
او در مقدمه این کتاب می‌گوید:"رساله محیطیه شاهکاری در فن محاسبه شصتگانی است. کاشانی در آغاز این رساله با بیانی روشن از ارشمیدس و از رساله‌ای که درباره محاسبه دایره به ابوالوفا (بوزجانی) منسوب است و همچنین از بیرونی گفتگو می‌کند؛ و سپس به محاسباتی که نظم و ترتیب در آن مراعات شده و ماهرانه مدون گردیده میپردازدو در طی این محاسبات دو کثیرالاضلاع منتظم محیطی و محاطی و محیطی که اضلاع هر یک از آن‌ها است نسبت قطر به محیط دایره را بسیار دقیقتر از آنچه پیشقدمان وی می‌دانسته‌اند به دست می‌آورد... کاشانی مقدار تقریبی دو پی را در دستگاه شصتگانی مساوی با ۶٬۲۸۳۱۸۵۳۰۷۱۷۹۵۸۶۵ بدست آورد که همه ارقام شصتگانی آن درست است... وی نخستین کسی است که کسرهای اعشاری را اختراع کرده و طرز نوشتن آن‌ها و روش عملی محاسبه با آن‌ها را آموزش داده است."
ابوالقاسم قربانی، درباره این کتاب می‌گوید: "لوکی در شرح رساله محیطیه نهایت دقت و موشکافی را به کار برده و جز در یکی دو مورد بسیار جزئی نکته‌ای را فروگذار نکرده است. به وسیله انتشار همین ترجمه و شرح لوکی بود که مورخان و ریاضیدانان مغرب زمین متوجه اهمیت و ارزش آثار کاشانی شدند و همه ما ایرانیان باید از آن دانشمند فقید سپاس‌گزار باشیم. همین ترجمه بعداً اساس ترجمه روسی رساله محیطیه واقع شد."
لوکی در این کتاب جدولهای فراوانی را برای تشریح روش کاشانی طراحی کرد.